# Parlamentarny Zespół na rzecz Tybetu
Parlamentarny Zespół na rzecz Tybetu (Zespół Polsko-Tybetański) – jedna z kilkudziesięciu grup bilateralnych działających w Sejmie RP.

## Początki działalności
Początki działalności polskich parlamentarzystów na rzecz Tybetu sięgają roku 1994. Pod koniec III kadencji Sejmu zespół przyjął Deklarację Solidarności z Narodem Tybetu. Na formalne trudności z ukonstytuowaniem natrafił w czasie IV kadencji Sejmu, gdy jego rejestracji w dotychczasowej formule odmówił przewodniczący Polskiej Grupy Unii Międzyparlamentarnej poseł Jan Chaładaj z SLD. Decyzję odmowną poparł także ówczesny marszałek Sejmu Marek Borowski, tłumacząc, iż skoro w Polskiej Grupie Unii Międzyparlamentarnej są tylko zespoły współpracujące na zasadzie bilateralnych kontaktów, to nie może być zespołu na rzecz Tybetu.

## V i VI kadencja Sejmu
W czasie trwania V kadencji Sejmu Zespół ukonstytuował się w dniu 24 maja 2006, natomiast w czasie VI kadencji – 7 lutego 2008. Od początku jego istnienia w obecnej formie przewodniczy mu posłanka Platformy Obywatelskiej Beata Bublewicz. Powstaniu Zespołu usiłowała przeszkodzić sekretarz chińskiej ambasady Yu Ruilin. Zespół powołano również w Sejmie VII kadencji - ukonstytuował się 27 stycznia 2012.

## Reakcja na wydarzenia w Tybecie w 2008 roku
15 marca 2008 w związku z pacyfikacją przez ChRL antyrządowych wystąpień w Tybecie parlamentarzyści z Zespołu na rzecz Tybetu wystosowali do chińskiego ambasadora – Sun Rongmina – pismo, w którym zwrócili uwagę na fakt, że w związku z nieprzestrzeganiem zobowiązań wobec respektowania praw człowieka, pojawia się groźba międzynarodowego bojkotu Igrzysk Olimpijskich organizowanych w Pekinie. W piśmie tym pojawiło się również żądanie uwolnienia więźniów politycznych oraz zaprzestania stosowania represji wobec demonstrantów. Parlamentarzyści powołali się na artykuł 5. Karty Olimpijskiej, głoszący iż: Każda forma dyskryminacji w stosunku do kraju lub osoby ze względu na rasę, wyznanie religijne, poglądy polityczne, płeć lub jakiegokolwiek innego względu, jest niemożliwa do pogodzenia z przynależnością do Ruchu Olimpijskiego. Działania Zespołu spotkały się wówczas ponownie z reakcją Yu Ruilin.

## Skład Zespołu

### V kadencja Sejmu
1. Pos. Beata Bublewicz (PO) – przewodnicząca
2. Pos. Damian Raczkowski (PO) – wiceprzewodniczący
3. Pos. Waldemar Andzel (PiS)
4. Pos. Tadeusz Aziewicz (PO)
5. Sen. Przemysław Berent (PO)
6. Pos. Andrzej Biernat (PO)
7. Pos. Stanisław Chmielewski (PO)
8. Pos. Tomasz Głogowski (PO)
9. Pos. Andrzej Halicki (PO)
10. Pos. Magdalena Kochan (PO)
11. Pos. Jakub Szulc (PO)
12. Pos. Paweł Śpiewak (PO)

### VI kadencja Sejmu(tylko posłowie)
1. Beata Bublewicz (PO) – przewodnicząca
2. Waldemar Andzel (PiS) – wiceprzewodniczący
3. Jarosław Wałęsa (PO) – wiceprzewodniczący
4. Joanna Fabisiak (PO)
5. Andrzej Halicki (PO)
6. Małgorzata Kidawa-Błońska (PO)
7. Piotr Krzywicki (niezrzeszony)
8. Arkadiusz Litwiński (PO)
9. Konstanty Miodowicz (PO)
10. Aldona Młyńczak (PO)
11. Izabela Katarzyna Mrzygłocka (PO)
12. Joanna Mucha (PO)
13. Paweł Poncyljusz (PiS)
14. Damian Raczkowski (PO)
15. Jolanta Szczypińska (PiS)
16. Jakub Szulc (PO)
17. Jarosław Urbaniak (PO)
18. Ewa Wolak (PO)
19. Bogusław Wontor (Lewica)

### VII kadencja Sejmu
1. Beata Bublewicz (PO) – przewodnicząca
2. Waldemar Andzel (PiS) - wiceprzewodniczący
3. Robert Biedroń (RP) - wiceprzewodniczący
4. Iwona Guzowska (PO) - wiceprzewodnicząca
5. Bogusław Wontor (SLD) - wiceprzewodniczący
6. Arkady Fiedler (PO)
7. Małgorzata Gosiewska (PiS)
8. Anna Grodzka (RP)
9. Konstanty Miodowicz (PO)
10. Janina Okrągły (PO)
11. Janusz Palikot (RP)
12. Bożena Szydłowska (PO)
13. Piotr van der Coghen (PO)

### VIII kadencja Sejmu
Zespół nie został powołany. 